# Култук (Слюдянский район)

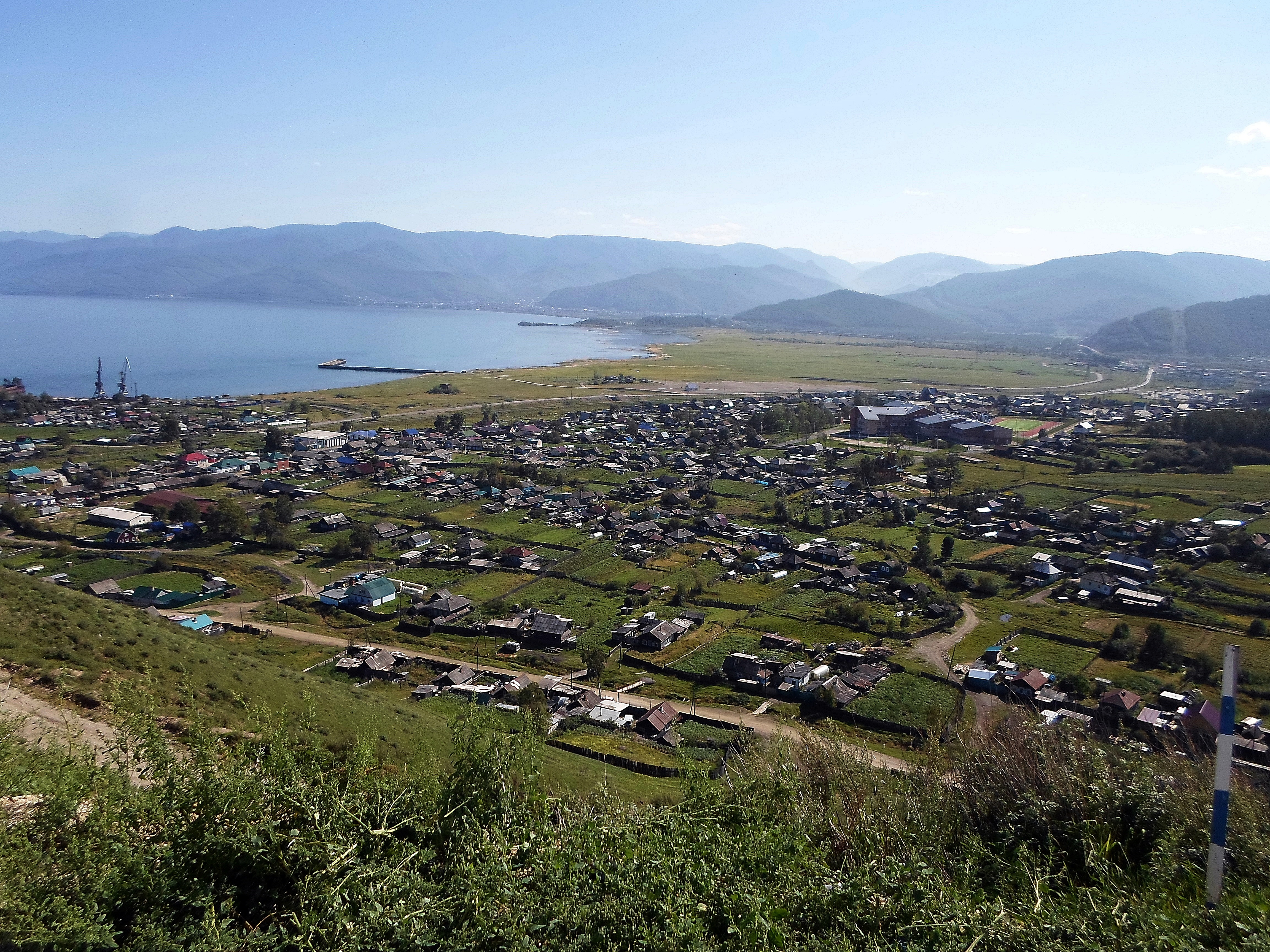
Вид с Серпантина на центральную часть Култука

Култу́к — рабочий посёлок в Слюдянском районе Иркутской области. Административный центр Култукского муниципального образования.

## География
Самый западный населённый пункт на побережье Байкала. Расположен на юго-западной оконечности озера, на берегу залива Култук, при впадении речек Култучная и Медлянка. 
Слово култук имеет тюркское происхождение, обозначающее «угол, тупик». Термин широко использовался для обозначения «залива моря или озера, преимущественно узкого, мелкого и закрытого». Возможно, как географический термин, использовалось землепроходцами XVII века при покорении Сибири.
Посёлок расположен на неширокой (до 1,5 км) болотистой низменности, образованной устьем реки Култучной, узкая долина которой, шириной до полукилометра, поднимается к северо-западу. С севера к посёлку подступает Олхинское плато, на юго-западе возвышаются прибайкальские хребты Хамар-Дабана.
Расстояние до районного центра — города Слюдянка — 11 км, на юг по автодороге «Байкал» до центральной части города. Расстояние до Иркутска — 100 км, на северо-восток через Олхинское плато.

## История
Култук — первое русское поселение на юге Байкала, основанное в месте кочевий тунгусского рода кумкагиров осенью 1647 года землепроходцем Иваном Похабовым, при его продвижении от устья Селенги в Тункинскую долину, как острог, хотя точное его местонахождение неизвестно и сведения о существовании Култукского острога разноречивы и скудны. На карте 1701 года Семёна Ремезова поселение обозначено как Култушное зимовье, через которое проходили пути вдоль Байкала и в Тунку.
В документе 1744 года Култук упоминается уже как деревня: «в деревне Култук проживало три женщины, три мужчины и девять детей». Первоначально селение располагалось на реке Култучной в 2—3 км выше её устья. В 1783 году крестьянин деревни по фамилии Во́йна нашёл на реке Слюдянке камни лазурита и передал образцы академику Э. Г. Лаксману, занятого в это время поисками минералов. Эрик Лаксман в 1786 году в письме Петру Палласу сообщал, что «деревня на реке Култучной с восемью дворами. В долине реки множество болотистых низин и лугов».

Рост Култука начинается с указа 1796 года императрицы Екатерины II о начале строительства почтового тракта через Хамар-Дабан. К 1801 году через селение была проложена дорога на Монды и далее в Монголию. Позже был проложен Игумновский тракт через хребты Хамар-Дабана на Кяхту. Население деревни увеличивается за счёт переселенцев из западных губерний, на побережье строится причал, возводятся новые дома. В 1823 году, побывавший здесь писатель и историк Алексей Мартос, так описывал Култук: 
 «Селение лежит при западном окончании моря. Култук построен правильно, в нём 21 дом, одна улица параллельна изгибу моря. Култукские окрестности заслуживают кисти художника Вернета, страстного любителя подобных приморских видов. Кедры величавые осеняют соседственные горы… Култук, к чести жителей и местного начальства, содержится в такой опрятности, которую можно найти в окрестностях Норвегии или Голландии. Жители имеют изобильное хлебопашество и рыбные промыслы. Омули, сиги, хариусы и налимы водятся во множестве».
В 1852 году в Култуке было уже 35 дворов при численности населения 238 человек. В этом году была возведена деревянная церковь в честь Николая Чудотворца, сгоревшая в 1887 году во время пожара в районе, примыкавшем к храму. В 1889 году церковь была отстроена заново, открылась церковно-приходская школа.
Однако, мало кому известно, что в Култуке по сей день сохранилась одна из первых улиц на юге Байкала, сейчас она называется Октябрьская, а ранее носила название Большой. Это была, и по сей день остается (несмотря на смену названия) одной из первых улиц на юге Байкала (на Южном Прибайкалье). Тянется эта улица от самой горы до берега Байкала, проходя через федеральную а/дорогу Р-258. На ул. Октябрьская (Большая) стоит церковь, сохранились дома-памятники архитектуры, а также здесь расположен парк «Прибрежный». Много известных людей тех времен проживало на этой улице.
В 1863 году от Култука до Посольска началось строительство Кругобайкальского почтового тракта, на котором 24 июня 1866 года со станции Култук началось восстание ссыльных поляков — строителей дороги. В научном плане это время связано с деятельностью Бенедикта Дыбовского и Виктора Годлевского, живших в Култуке в 1867—1868 годах и проведших первые исследования гидрологии южного Байкала, животного и растительного мира озера и прибрежной тайги.
В начале XX века в Култуке работали метеорологическая станция, почтово-телеграфная контора, почтовая станция Кругобайкальского тракта. Весной 1902 года началось строительство Кругобайкальской железной дороги на участке от Слюдянки до станции Байкал. Одновременно начала строиться и в 1905 году была построена станция Култук, бывшая крупным узлом на Транссибе до постройки дублирующего участка через Олхинское плато в 1949 году.
Статус посёлка городского типа с 1936 года.

## Население

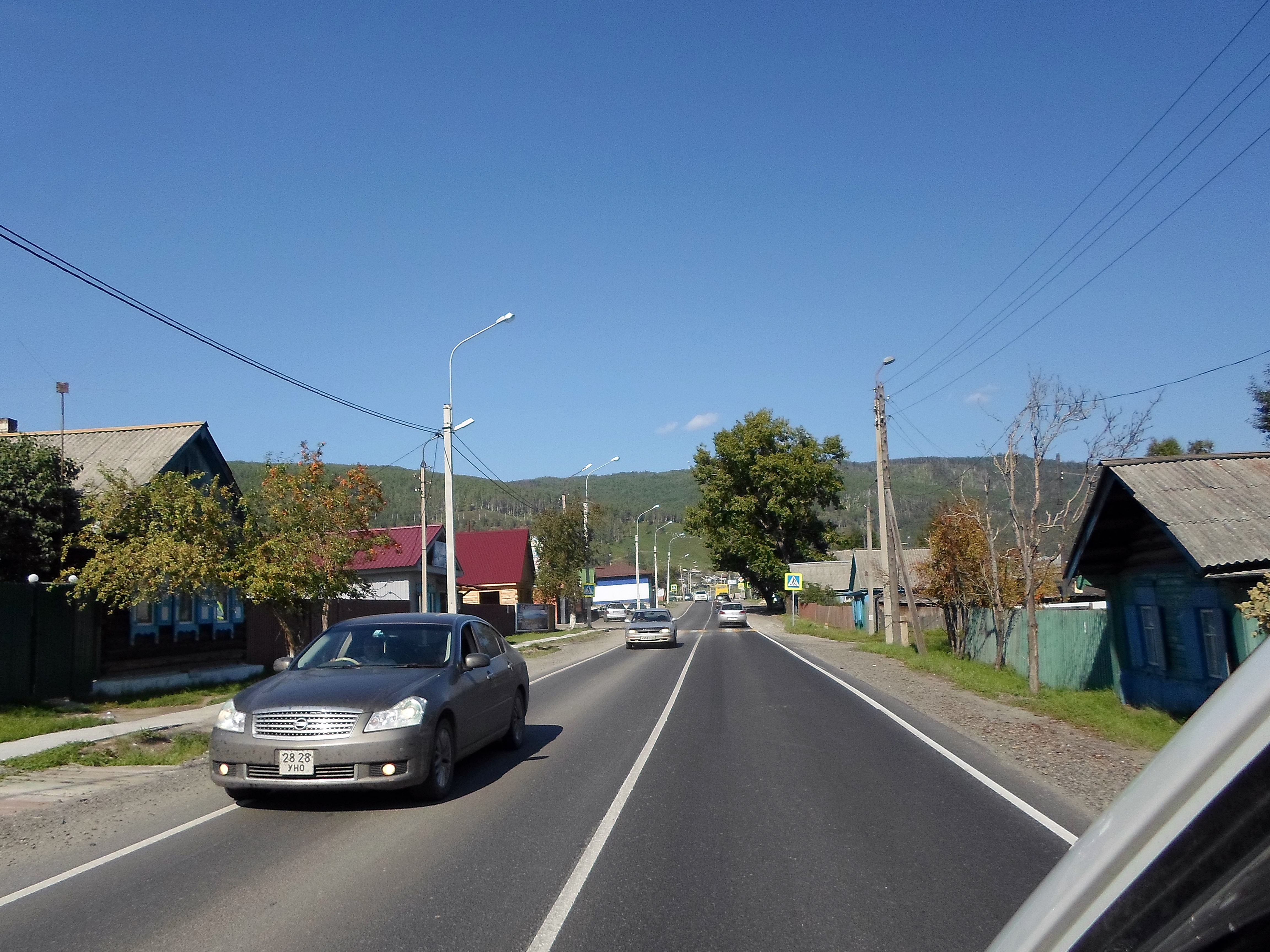
Федеральная автомагистраль «Байкал» в Култуке

| 1959  | 1970  | 1979  | 1989  | 2002  | 2009  | 2010  |
| ----- | ----- | ----- | ----- | ----- | ----- | ----- |
| 6359  | ↘5921 | ↘5206 | ↗5370 | ↘4262 | ↗4267 | ↘3728 |
| 2011  | 2012  | 2013  | 2014  | 2015  | 2016  | 2017  |
| ↗3731 | ↘3719 | ↘3675 | ↗3698 | ↘3683 | ↗3685 | ↗3715 |
| 2021  |       |       |       |       |       |       |
| ↘3408 |       |       |       |       |       |       |

## Инфраструктура
Средняя общеобразовательная школа, участковая больница с дневным стационаром (имеется два терапевта, два педиатра, стоматолог), библиотека, два детских сада, два почтовых отделения, отделение Сбербанка. Также небольшой музей при станции Кругобайкальской железной дороги, краеведческий музей в средней школе № 7 р.п. Култук (МБОУ СОШ № 7). Памятник погибшим в 1918 году красноармейцам, памятник павшим землякам во время ВОВ. Памятный знак-стела КБЖД. Церковь Николая Чудотворца.

## Транспортная система
Через Култук проходит автомобильная магистраль Р258 «Байкал» (М55) и в центре посёлка начинается, ответвлением на северо-запад вверх по долине реки Култучной, федеральная автодорога А333 «Тункинский тракт» в направлении Монголии. Участок трассы «Байкал», связывающий Култук с областным центром, городом Иркутском, исторически носит название Култукский тракт.
У подножия гор посёлок огибает Транссибирская магистраль, пересекая населённый пункт у реки Култучной. В черте Култука на линии находятся остановочные пункты ВСЖД — Вербный, Чёртова Гора, Партизанский и Земляничный. Кругобайкальская железная дорога проходит по прибрежной части посёлка, где в северо-восточном конце Култука располагается одноимённая станция.

## Галерея

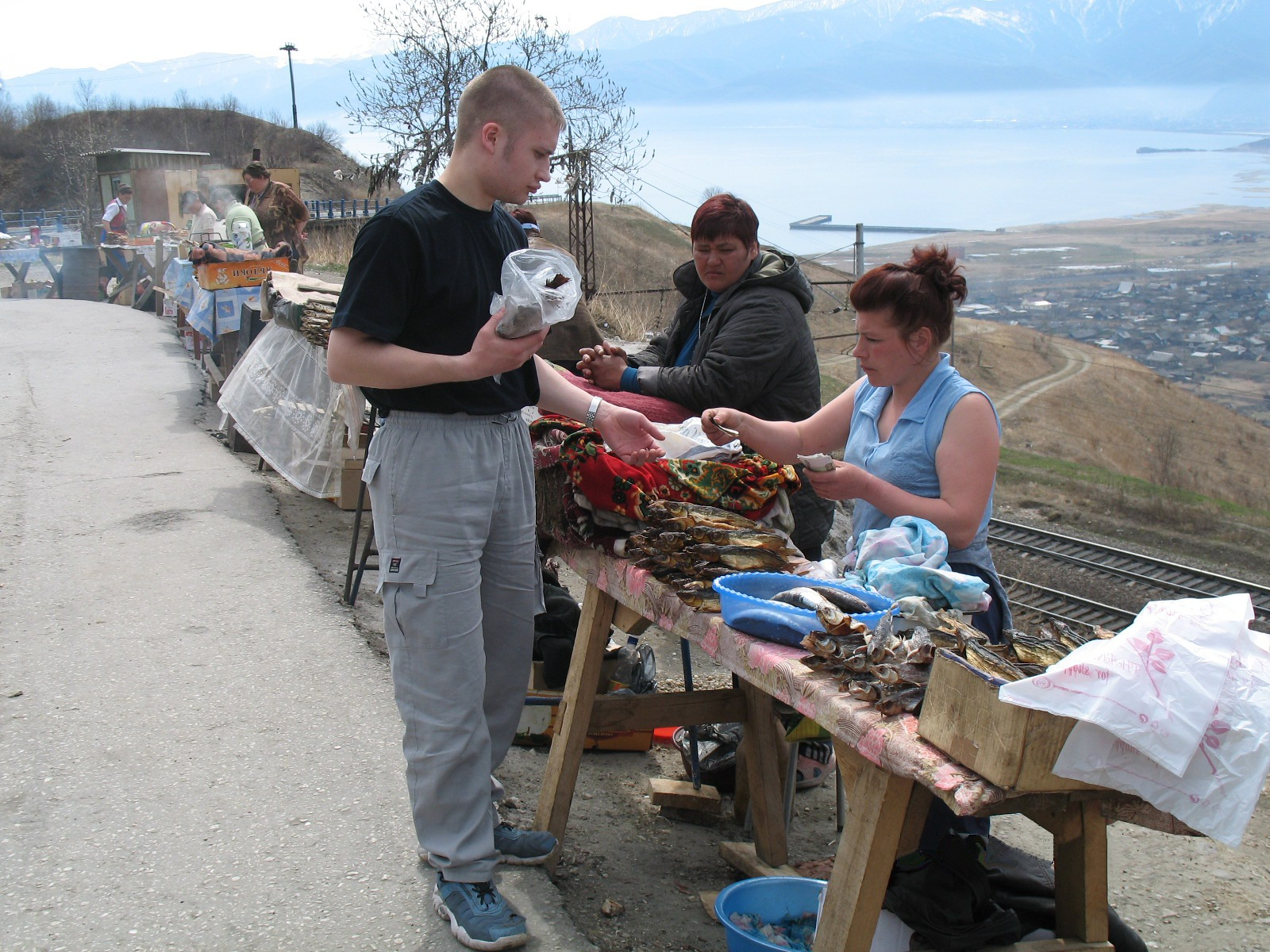
Торговля рыбой на въезде в посёлок
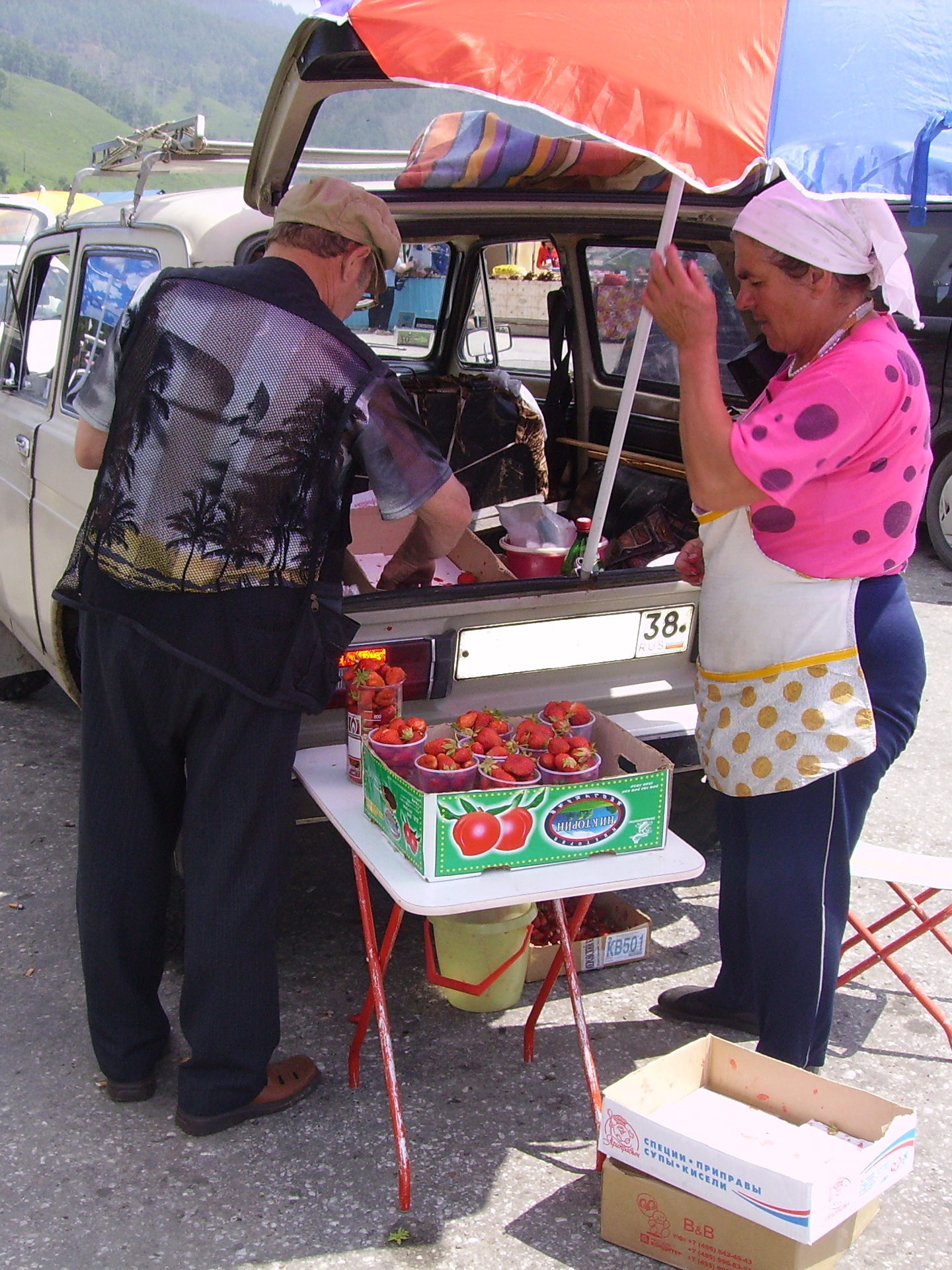
Торговля клубникой на въезде в посёлок
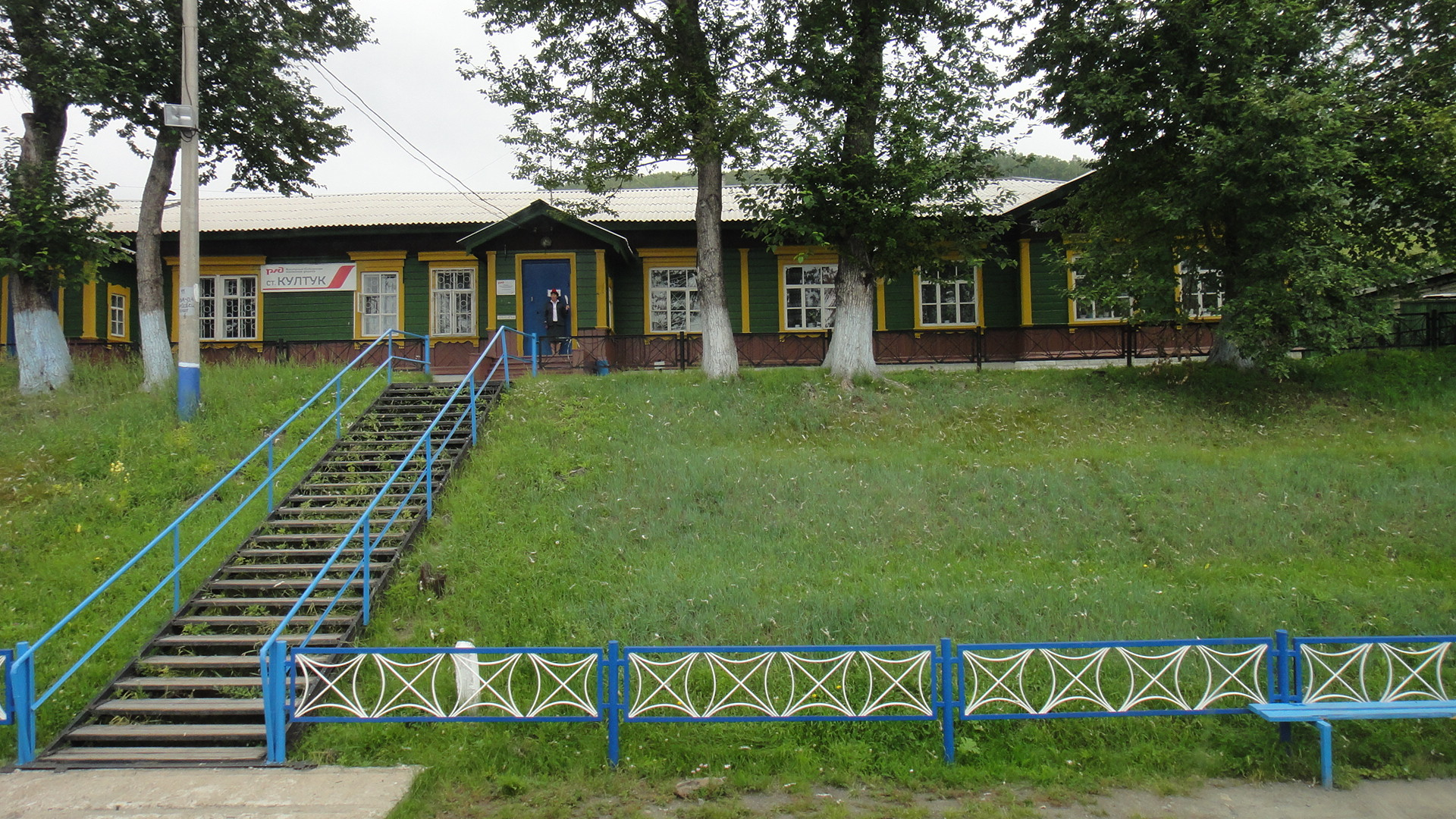
Вокзал станции Култук
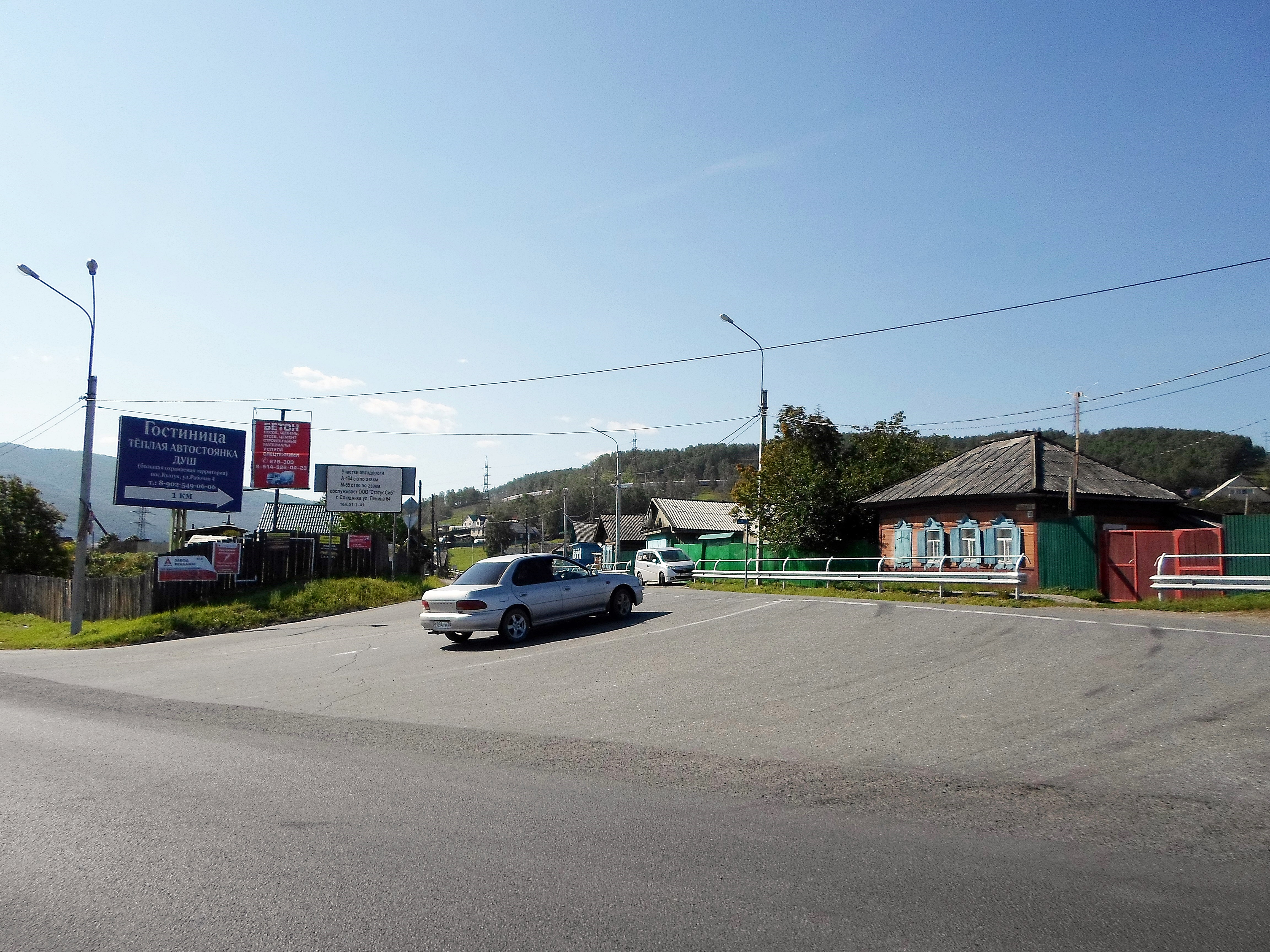
Начало Тункинского тракта
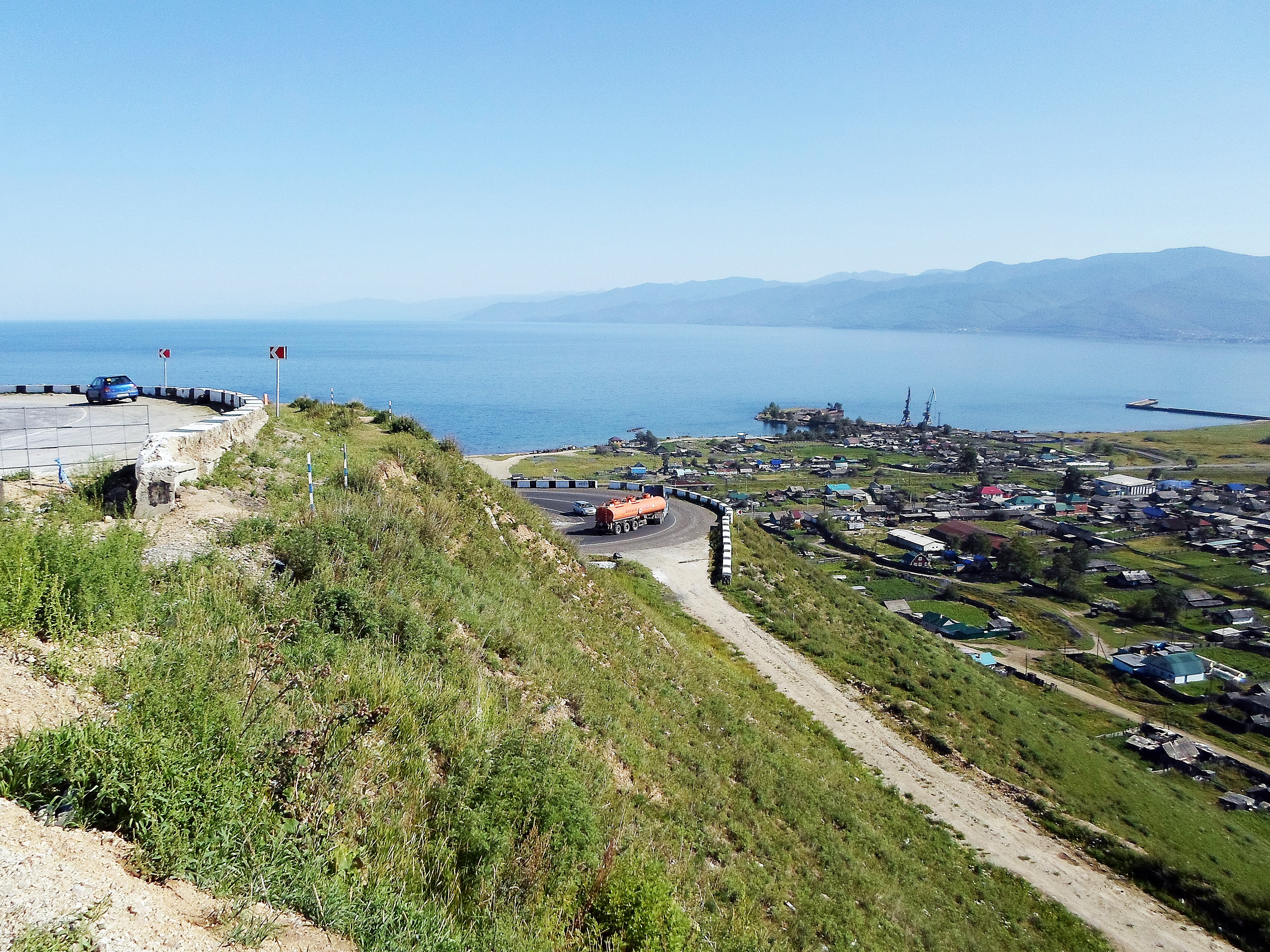
Култукский серпантин
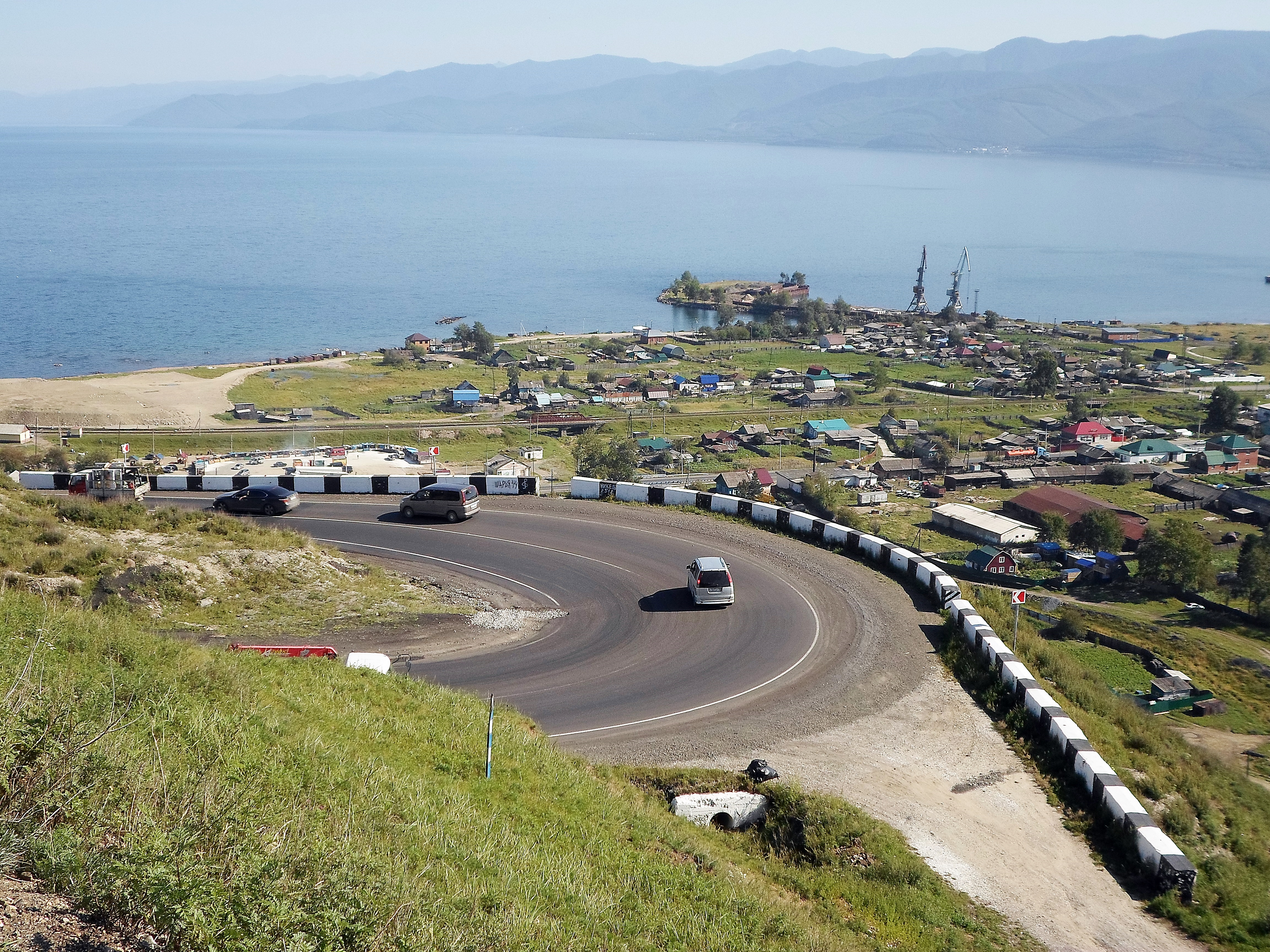
Култукский серпантин
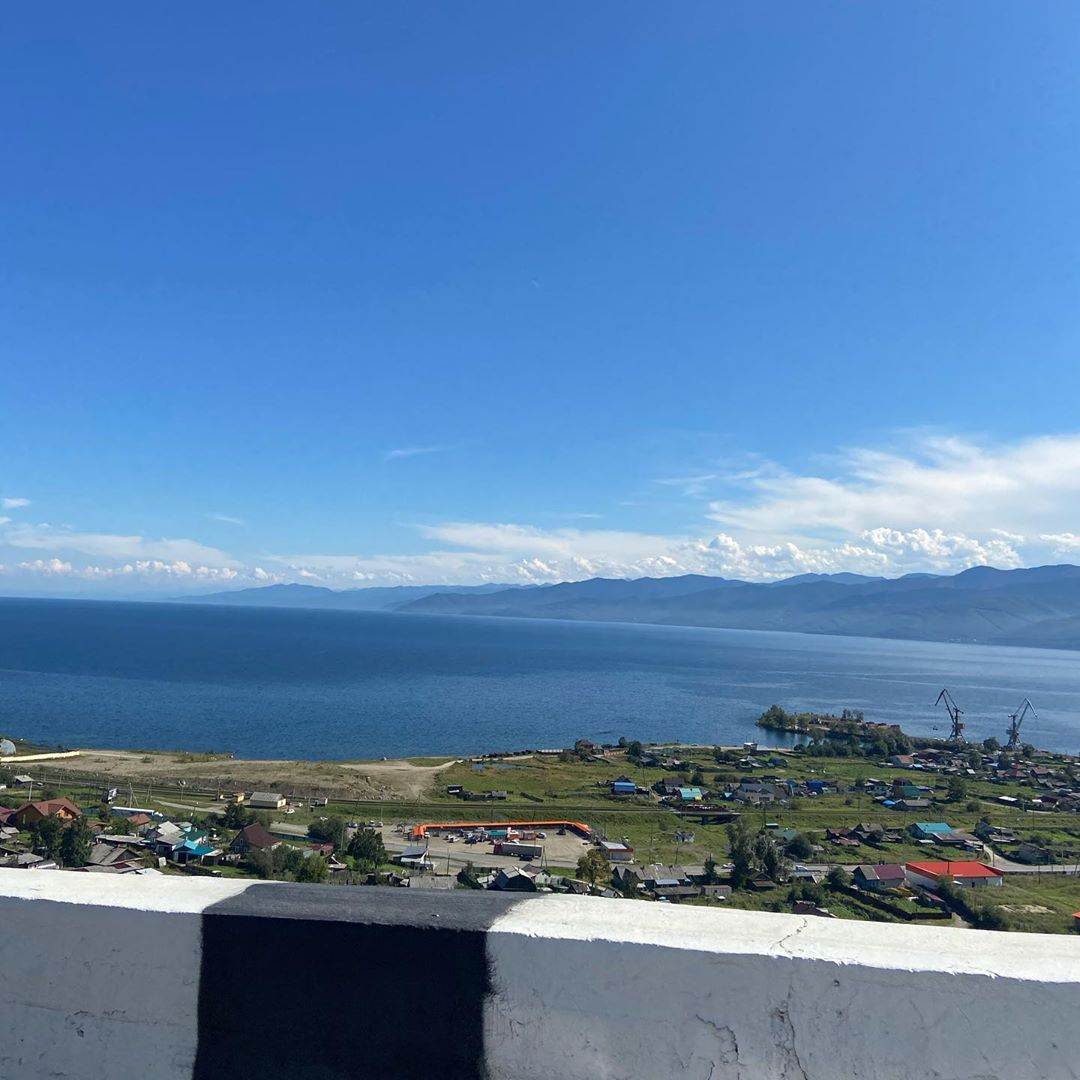
Култук. Вид с автодороги